# Morgan (Minnesota)
Morgan – miasto w Stanach Zjednoczonych, w stanie Minnesota, w hrabstwie Redwood.